# Nodosinum
Nodosinum es un género de foraminífero bentónico de la subfamilia Nodosininae, de la familia Hormosinidae, de la superfamilia Hormosinoidea, del suborden Hormosinina y del orden Lituolida. Su especie tipo es Nodosinella gaussica. Su rango cronoestratigráfico abarca el Holoceno.

## Discusión
Clasificaciones previas incluían Nodosinum en el suborden Textulariina del orden Textulariida o en el orden Lituolida sin diferenciar el suborden Hormosinina.

## Clasificación
Nodosinum incluye a las siguientes especies:
- Nodosinum verum †
- Nodosinum vitiosum †

Otras especies consideradas en Nodosinum son:
- Nodosinum gaussica  †, aceptado como Reophax gaussica †